# Мудуг
Мудуг е регион на Сомалия. Населението му е 717 863 жители (по приблизителна оценка от януари 2014 г.), а площта 72 933 кв. км. Регионът е разделен административно на 6 района. Намира се в северноцентралната част на страната в часова зона UTC+3.